# Айвазовское (Крым)
Айвазо́вское (до 1945 года Шейх-Мама́й; укр. Айвазовське, крымскотат. Şeyh Mamay, Шейх Мамай) — село в Кировском районе (Автономной) Республики Крым, входит в состав Приветненского сельского поселения (Приветнинского сельского совета).

## Население
| 2001 | 2014 |
| ---- | ---- |
| 209  | ↘176 |

Всеукраинская перепись 2001 года показала следующее распределение по носителям языка
| Язык             | %%    |
| ---------------- | ----- |
| русский          | 80.86 |
| крымскотатарский | 15.79 |
| украинский       | 3.35  |

### Динамика численности
| - 1805 год — 169 чел. - 1864 год — 30 чел. - 1892 год — 0 чел. - 1902 год — 41 чел. - 1915 год — 0 чел. - 1926 год — 273 чел. | - 1939 год — 487 чел. - 1989 год — 181 чел. - 2001 год — 209 чел. - 2009 год — 194 чел. - 2014 год — 176 чел. |

## Современное состояние
На 2017 год в Айвазовском числится 1 улица — Айвазовского; на 2009 год, по данным сельсовета, село занимало площадь 74,6 гектара на которой, в 60 дворах, проживало 194 человека. Айвазовское связано автобусным сообщением с Феодосией, райцентром и соседними населёнными пунктами.

## География
Айвазовское — село в центре района, в северных отрогах восточной части Внутренней гряды Крымских гор, в неглубокой долине речки Токсан-Су (правый приток Субаша), высота центра села над уровнем моря — 134 м. Ближайшие сёла — Абрикосовка в 0,5 км на восток и Приветное в 0,5 км на запад. Райцентр Кировское — примерно в 19 километрах (по шоссе), там же ближайшая железнодорожная станция — Кировская (на линии Джанкой — Феодосия). Транспортное сообщение осуществляется по региональным автодорогам 35Н-201 от шоссе Советское — Старый Крым до Айвазовского и 35Н-211 Приветное — Первомайское (по украинской классификации — С-0-10512 и С-0-10522).

## История
Народное предание связывает историю села с могилой ордынского темника Мамая, якобы расположенной на окраине и найденной и раскопанной художником Айвазовским. По более достоверной версии Мамай был похоронен у стен Солхата. Научные раскопки курганов проводились археологом А. В. Гавриловым в 2000-х годах, по его сведениям (находки монет) район села входил в состав античной хоры Феодосии с 60-х годов III века до н. э..
Первое документальное упоминание села встречается в Камеральном Описании Крыма… 1784 года, судя по которому, в последний период Крымского ханства Шик Мамай входил в Ширинский кадылык Кефинского каймаканства. После присоединения Крыма к России (8) 19 апреля 1783 года, (8) 19 февраля 1784 года, именным указом Екатерины II сенату, на территории бывшего Крымского Ханства была образована Таврическая область и деревня была приписана к Левкопольскому, а после ликвидации в 1787 году Левкопольского — к Феодосийскому уезду Таврической области. После Павловских реформ, с 1796 по 1802 год, входила в Акмечетский уезд Новороссийской губернии. По новому административному делению, после создания 8 (20) октября 1802 года Таврической губернии, Шик-Мамай был включён в состав Байрачской волости Феодосийского уезда.
По Ведомости о числе селений, названиях оных, в них дворов… состоящих в Феодосийском уезде от 14 октября 1805 года , в деревне Шик-Мамай числилось 28 дворов и 169 жителей крымских татар. На военно-топографической карте генерал-майора Мухина 1817 года деревня Шик мамай обозначена с 22 дворами. После реформы волостного деления 1829 года Шик Манак, согласно «Ведомости о казённых волостях Таврической губернии 1829 года», отнесли к Учкуйской волости (переименованной из Байрачской). На карте 1842 года Шик Мамай обозначен условным знаком «малая деревня», то есть, менее 5 дворов.
В 1860-х годах, после земской реформы Александра II, деревню приписали к Салынской волости.
Согласно «Списку населённых мест Таврической губернии по сведениям 1864 года», составленному по результатам VIII ревизии 1864 года, Шик-Мамай — владельческая русская и греческая деревня с 16 дворами и 30 жителями при фонтане. На трёхверстовой карте Шуберта 1865—1876 года в деревне Шик-Мамай обозначено 14 дворов. В 1871 году земли в округе приобрёл художник Айвазовский и в «Памятной книге Таврической губернии 1889 года» деревня уже не значится а, на верстовой карте 1890 года на месте деревни обозначен господский двор Шейх-Мамай.
После земской реформы 1890-х годов селение приписали к Цюрихтальской волости. В «…Памятной книжке Таврической губернии на 1892 год» в списке экономий и разорённых деревень, жители коих живут в разных местах записан и Шеих-Мамай. По «…Памятной книжке Таврической губернии на 1902 год» в экономии Шеих Мамай числился 41 житель в 6 домохозяйствах. По Статистическому справочнику Таврической губернии. Ч.II-я. Статистический очерк, выпуск пятый Феодосийский уезд, 1915 год, в имении Шеих-Мамай (Лампси Николая Михайловича) Цюрихтальской волости Феодосийского уезда числился 1 двор без населения. В имении числилось 424 десятины удобной земли. В хозяйстве имелось 5 лошадей, 12 волов и 5 коров.
После установления в Крыму Советской власти, по постановлению Крымревкома от 8 января 1921 года была упразднена волостная система и село вошло в состав вновь созданного Владиславовского района Феодосийского уезда, а в 1922 году уезды получили название округов. 11 октября 1923 года, согласно постановлению ВЦИК, в административное деление Крымской АССР были внесены изменения, в результате которых округа ликвидировались и Владиславовский район стал самостоятельной административной единицей. Декретом ВЦИК от 4 сентября 1924 года «Об упразднении некоторых районов Автономной Крымской С. С. Р.» Владиславовский район в октябре 1924 года был преобразован в Феодосийский и село включили в его состав. Согласно Списку населённых пунктов Крымской АССР по Всесоюзной переписи 17 декабря 1926 года, в селе Шеих-Мамай, центре Шеих-Мамайского сельсовета Феодосийского района, числилось 54 двора, из них 53 крестьянских, население составляло 273 человека, из них 165 армян, 71 русский, 22 украинца, 13 греков, 1 болгарин, 1 записан в графе «прочие», действовала русская школа I ступени (пятилетка). Постановлением ВЦИК «О реорганизации сети районов Крымской АССР» от 30 октября 1930 года из Феодосийского района был выделен (воссоздан) Старо-Крымский район (по другим сведениям 15 сентября 1931 года) и село включили в его состав. По данным всесоюзная перепись населения 1939 года в селе проживало 487 человек.
В 1944 году, после освобождения Крыма от фашистов, согласно постановлению ГКО № 5984сс от 2 июня 1944 года, 27 июня крымские армяне и греки были депортированы в Пермскую область и Среднюю Азию. 12 августа 1944 года было принято постановление № ГОКО-6372с «О переселении колхозников в районы Крыма» и в сентябре того же года в село приехали первые переселенцы, 1268 семей, из Курской, Тамбовской и Ростовской областей, а в начале 1950-х годов последовала вторая волна переселенцев. С 1954 года местами наиболее массового набора населения стали различные области Украины. Указом Президиума Верховного Совета РСФСР от 21 августа 1945 года Шеих-Мамай был переименован в Айвазовское и Шеих-Мамайский сельсовет — в Айвазовский. С 25 июня 1946 года Айвазовское в составе Крымской области РСФСР, а 26 апреля 1954 года Крымская область была передана из состава РСФСР в состав УССР.
24 сентября 1959 года был упразднён Старокрымский район и Айвазовское включили в состав Кировского. К 1960 году, поскольку в «Справочнике административно-территориального деления Крымской области на 15 июня 1960 года» селение уже не значилось, к Айвазовскому присоединили Романовку (согласно справочнику «Крымская область. Административно-территориальное деление на 1 января 1968 года» — в период с 1954 по 1968 годы). Время упразднения сельсовета и включения в Приветненский пока не установлено: на 15 июня 1960 года село уже числилось в составе. Указом Президиума Верховного Совета УССР «Об укрупнении сельских районов Крымской области», от 30 декабря 1962 года Кировский район был упразднён и село присоединили к Белогорскому. 1 января 1965 года, указом Президиума ВС УССР «О внесении изменений в административное районирование УССР — по Крымской области», вновь включили в состав Кировского. По данным переписи 1989 года в селе проживал 181 человек. С 12 февраля 1991 года село в восстановленной Крымской АССР, 26 февраля 1992 года переименованной в Автономную Республику Крым. С 21 марта 2014 года в составе Крыма аннексировано Россией.

## Имение Айвазовского

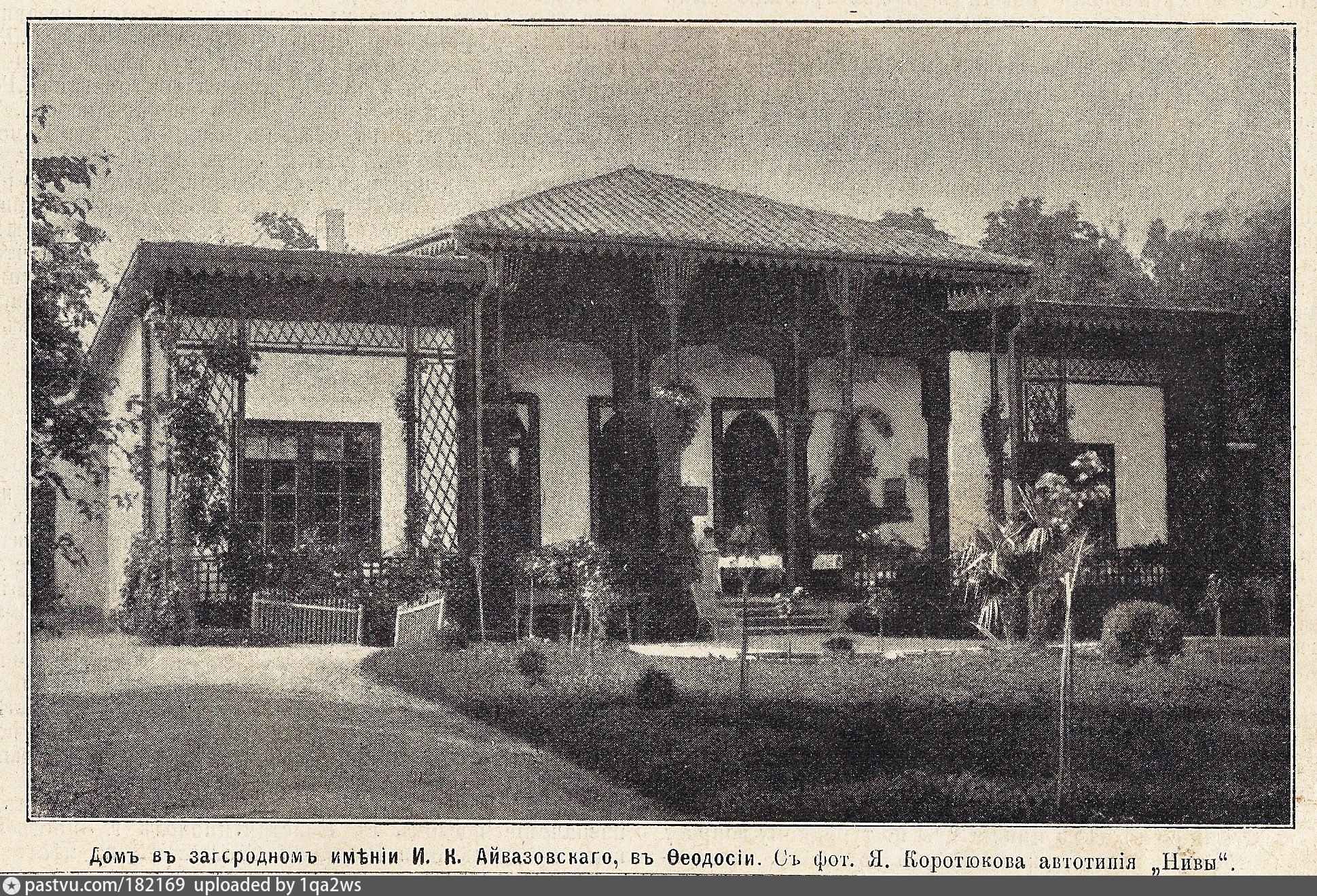
Дом в загородном имении И. К. Айвазовского. Журнал Нива за 1897 год

Айвазовский выстроил в Шейх-Мамае свою резиденцию, в которой в весенне-летний период вёл типичную помещичью жизнь «доброго старого времени». Отличаясь гостеприимством, принимал множество гостей, для которых был выстроен особый флигель, называвшийся по-монастырски гостиницей. Посещавшие Феодосию творческие люди — артисты, художники, литераторы — непременно являлись к Айвазовскому, а некоторые гостили у него подолгу. Этот образ жизни, однако, не мешал Айвазовскому работать. В своём любимом Шах-Мамае Айвазовский не оставлял каждодневной работы в своей мастерской. Вечера же он любил проводить в обществе и без гостей скучал, радостно встречая всех приезжавших навестить его. Впрочем, бывал в этом капризен и разборчив, свободно мог наскучивших ему людей, не церемонясь, отправить восвояси..
21 июля 1888 года имение Шах-Мамай посетил А. П. Чехов

Вчера я ездил в Шах-мамай, именье Айвазовского, за 25 верст от Феодосии. Именье роскошное, несколько сказочное; такие имения, вероятно, можно видеть в Персии. Сам Айвазовский, бодрый старик лет 75, представляет собой помесь добродушного армяшки с заевшимся архиереем; полон собственного достоинства, руки имеет мягкие и подает их по-генеральски. Недалек, но натура сложная и достойная внимания. В себе одном он совмещает и генерала, и архиерея, и художника и армянина, и наивного деда, и Отелло. Женат на молодой и очень красивой женщине, которую держит в ежах. Знаком с султанами, шахами и эмирами. Писал вместе с Глинкой «Руслана и Людмилу». Был приятелем Пушкина, но Пушкина не читал. В своей жизни он не прочел ни одной книги. Когда ему предлагают читать, он говорит: «Зачем мне читать, если у меня есть свои мнения?» Я у него пробыл целый день и обедал. Обед длинный, тягучий, с бесконечными тостами.